# Stiboges nymphidia
Stiboges nymphidia is een vlindersoort uit de familie van de prachtvlinders (Riodinidae), onderfamilie Nemeobiinae.
Stiboges nymphidia werd in 1876 beschreven door Butler.